# Karine Lacombe
Pour les articles homonymes, voir Lacombe.
Karine Lacombe, née le 30 mars 1970 en Savoie (France), est une chercheuse et infectiologue française, spécialiste du VIH, des hépatites et de la Covid-19.
Elle est cheffe de service hospitalier des maladies infectieuses à l’hôpital Saint-Antoine, à Paris.

## Biographie

### Enfance et études
Karine Lacombe naît le 30 mars 1970 en Savoie,. Elle est issue d'une famille très modeste. Son grand-père maternel, républicain espagnol, est venu travailler en Normandie pendant la Seconde Guerre mondiale comme commis agricole et s'y est marié. Sa mère est institutrice et son père, de souche savoyarde, est ouvrier papetier. À l'âge de quatre ans, elle veut être docteur, fascinée par le docteur Fassy, leur médecin de famille, qui lui inculque que la médecine est « le premier de tous les métiers ». Alpiniste chevronnée, elle est également ceinture noire de judo,.
Elle fait ses premières années d'études de médecine à l'université Joseph-Fourier de Grenoble. Elle obtient un master de santé publique, à l'époque un diplôme d'études approfondies (DEA) qu'elle valide en Afrique.[source insuffisante][Où ?]
En 1994, elle entame son internat à Paris. Elle prend une année de disponibilité pour voyager en Chine et en Inde, où elle travaille dans des centres de santé primaire. Elle entre ensuite à l'université Pierre-et-Marie-Curie.
De 2002 à 2012, elle est bénévole pour Médecins du monde au Viêt Nam où elle monte le premier projet d'accès aux antirétroviraux pour les usagers de drogue et les travailleuses du sexe, puis en Afrique,,,.
Pendant son stage à l'hôpital Saint-Antoine, Pierre-Marie Girard, chef de service dans cet hôpital, l'encourage à se lancer dans un cursus hospitalo-universitaire comportant l'obtention d'une thèse de sciences en plus de la thèse de médecine, et lui offre ainsi son soutien pour l’avancement d’une carrière hospitalo-universitaire,. En 2006, elle soutient sa thèse intitulée La co-infection VIH – hépatite B chronique : déterminants de la fibrose hépatique et impact des traitements antiviraux sous la direction d'Alain-Jacques Valleron. La même année, elle devient experte auprès de l'Agence nationale de recherches sur le sida et les hépatites virales (ANRS).

### Praticienne hospitalière
En septembre 2007, elle est nommée praticienne hospitalière de l’AP-HP à l'hôpital Saint-Antoine et maîtresse de conférences à la faculté de médecine de l’université Pierre-et-Marie-Curie(aujourd'hui devenue Sorbonne Université), grâce au soutien de son chef de service. Le 9 octobre 2017, elle est nommée Professeure des Universités. 
En 2012, elle devient experte auprès de l’Organisation mondiale de la santé, et en 2016 d’Unitaid. Elle fait partie du panel de scientifiques du programme ONUSIDA de 2013 à 2015.

### Travaux sur l'hépatite C
De 2015 à 2017, Karine Lacombe mène avec son équipe des travaux de modélisation sur l’impact du déploiement d’outils de dépistage de l'hépatite C « décentralisés » — réalisés à proximité des lieux de vie et non uniquement dans les grandes villes — au Cameroun, en Côte d'Ivoire et au Sénégal. En 2016, elle est invitée à parler sur le sujet de l’hépatite C à la Conférence sur les rétrovirus et les infections opportunistes (CROI). 
En 2016, Karine Lacombe est médecin investigateur coordonnateur de l'étude clinique multicentrique de phase 3 EXPEDITiON-2 évaluant l'association de glécaprévir (en) et de pibrentasvir (en) (antiviraux à action directe) pendant 8 semaines chez des patients atteints de co-infection par le VIH et l'hépatite C, dont le promoteur est AbbVie. Elle en présente les résultats positifs (guérison chez près de 99 % des patients) le 24 juillet 2017 à la 9e conférence de l'International AIDS Society on HIV Science (IAS 2017) à Paris,,.

### Cheffe de service hospitalier
En mai 2019, elle est nommée cheffe du service des maladies infectieuses de l'hôpital Saint-Antoine à Paris, succédant au Pr Pierre-Marie Girard qui l’avait orienté vers une carrière hospitalo-universitaire et lui ayant offert un poste hospitalier le lui permettant (le succès d’une carrière hospitalo-universitaire étant le fait d’un chef de service déjà en place et qui a été sélectionné par le chef précédent qui sélectionne les médecins de son équipe et celui ou celle qui lui succédera). C’est la première femme chef de service des maladies infectieuses dans un centre hospitalier universitaire de l'AP-HP

### Crise sanitaire de la Covid-19

#### Première vague de l'épidémie de Covid-19
Début 2020, elle affronte les premiers cas de coronavirus de la pandémie de Covid-19 en France dans son service des maladies infectieuses à l'hôpital Saint-Antoine à Paris. Évoquant la première vague, elle prépare son service hospitalier en le vidant, anticipant selon ses termes un « effet tsunami », qui arrive du jour au lendemain.
Début mars 2020, au début de la première vague de Covid-19, Karine Lacombe est sollicitée pour la première fois pour intervenir sur un plateau télévisé avec Roselyne Bachelot sur LCI pour parler de la Covid-19, en remplacement de son ancien chef de service, Pierre-Marie Girard, qui ne se sentait pas légitime, n'ayant plus d'activité clinique depuis plusieurs mois. Elle est réinvitée la semaine suivante par LCI avec David Pujadas,. Elle sera par la suite invitée à de nombreuses reprises par différentes chaînes de télévision pour son expertise concernant la pandémie de Covid-19 en France,. La chaîne TF1 aussi lui propose un poste de consultante, qu’elle décline car elle souhaite garder son indépendance,,.
En avril 2020, elle est le médecin investigateur principal de l'essai randomisé contrôlé Coviplasm pour lutter contre le Covid-19 par transfusion de plasma sanguin de malades guéris,,. L’essai thérapeutique est lancé en France métropolitaine le 7 avril par l’Établissement français du sang (EFS), l’Assistance publique - Hôpitaux de Paris (AP-HP) et l’Inserm. Le 25 juin, Karine Lacombe annonce le projet d’étendre l’essai en Guyane et à Mayotte lors d’une audition à l’Assemblée nationale. À la suite d'un violent rejet de la part d’élus guyanais et d’une partie de la population, elle annule son déplacement sur place, initialement prévu pour le 2 juillet. Selon le chef du service des maladies infectieuses du centre hospitalier de Cayenne, « Si ce protocole fait débat en Guyane, il faut savoir que c’est parmi les premières idées évoquées pour combattre le Covid-19. [...] la pertinence est là, sur le plan scientifique. Ça ne sera pas la première fois qu’on va utiliser ce type de produit non plus. C’est donc peut-être un problème de communication ».
Malgré tout, elle arrivera a mener cet essai à terme et il fera l'objet d'une publication dans le British Medical Journal.
Dans le cadre de l'essai Discovery, elle déclare, le 30 avril 2020, que la molécule de remdesivir semble donner des résultats encourageants, tout en nuançant ses propos : « Je sais qu’il y a beaucoup d’attentes autour de cet essai, mais il ne faut pas aller trop vite pour vraiment avoir des résultats confortés ».

#### Controverse autour de l'hydroxychloroquine
Le 23 mars 2020, Karine Lacombe intervient dans le Journal de 13 heures de France 2, où elle est interrogée sur les travaux de l’équipe de Didier Raoult autour de l’utilisation de l’hydroxychloroquine comme médicament contre la Covid-19,. Elle critique les méthodes de ses confrères : « Sur la base d'un essai qui est absolument contestable sur le plan scientifique et qui ne montre absolument rien quand on regarde exactement les chiffres et la façon dont il a été mené, on expose les gens à un faux espoir de guérison. Utiliser un médicament comme ça, hors AMM, c’est-à-dire hors autorisation de mise sur le marché, en exposant les personnes qui le prennent à des complications, sans avoir vérifié les conditions de base de la chloroquine, je pense que c’est en dehors de toute démarche éthique ». Elle se dit « peinée que des scientifiques de renom comme [ses] collègues de Marseille se soient engagés dans une action de ce type-là ».
Le même jour, à la suite de cette intervention télévisée, le député de la 6e circonscription des Français de l’étranger Joachim Son-Forget, lui-même médecin, interpelle Karine Lacombe sur Twitter en évoquant des conflits d’intérêts, au motif qu'elle a touché de l’argent d’AbbVie, qui produit le Kaletra, et de Gilead, qui produit le remdesivir, « les deux alternatives [sic] à l’hydroxychloroquine ». Karine Lacombe répond qu’elle est uniquement rémunérée pour son « expertise », qu’elle n’a pas perdu son indépendance vis-à-vis des entreprises, et qu’elle ne cache pas ses liens. Elle précise que ses interventions ne concernaient que ses domaines de spécialité, l’hépatite C et le VIH et qu’elle n’a aucun lien avec l’essai clinique européen Discovery ayant pour but de tester des antiviraux contre le coronavirus SARS-CoV-2.
Il s'ensuit injures, intimidation et menaces physiques, selon Karine Lacombe, qui quelques semaines plus tard désactive temporairement ses comptes sur les réseaux sociaux tels que Twitter,,,.
Le 25 juin 2020, interrogée par la commission parlementaire Covid-19 sur ses liens avec l'industrie pharmaceutique et les éventuels conflits d'intérêts, elle rappelle que les liens d'intérêt sont strictement encadrés par la loi qui limite les avantages que peuvent recevoir les professionnels de santé aux « défraiements » d'activités de recherche ou de conseil, et aux frais de repas, de transport ou d'hébergement « pour des manifestations à caractère exclusivement professionnel et scientifique ». Concernant ses déclarations sur le fait que l'efficacité de l'hydroxychloroquine dans le traitement du Covid-19 n'était pas prouvée, elle fait valoir : « je ne me suis pas opposée à quelque scientifique que ce soit, […] je ne me suis pas non plus opposée à une molécule. J'ai simplement essayé d'apporter un regard critique […] sur la façon dont un essai pouvait être fait. Il est très important, quand on porte une conclusion qui peut avoir un impact majeur en matière de santé publique, d'avoir des données qui sont solides ».
Fin juillet 2020, sur Europe 1, elle déclare au sujet de Didier Raoult « qu’il y a des actions en justice pour mensonges devant la commission parlementaire qui sont en cours ». La plainte pour diffamation de Didier Raoult est examinée le 9 septembre 2022, et la relaxe est prononcée le 22 novembre de la même année. Dans son délibéré, le tribunal estime que les faits imputés « portent atteinte à l’honneur et à la considération de Didier Raoult », mais que Karine Lacombe bénéficie de l’excuse de bonne foi,. Didier Raoult fait appel. 

#### Deuxième vague de l'épidémie de Covid-19
En septembre 2020, Karine Lacombe cosigne un article dans le journal scientifique Blood montrant l’intérêt de la transfusion de plasma chez des patients immunodéprimés — par exemple traités pour des cancers — ou présentant des formes longues de Covid-19,.
Le 4 novembre 2020, elle publie avec l’illustratrice Fiamma Luzzati une bande dessinée intitulée La Médecin, une infectiologue au temps du Corona où elle décrit des événements marquants de son quotidien à l'hôpital Saint-Antoine pendant la première vague de la pandémie de Covid-19 au printemps 2020,,. Le récit est basé sur des notes prises chaque jour depuis qu'elle est devenue cheffe de service dix-huit mois plus tôt. Elle explique le choix du récit graphique comme un moyen d'emmener le lecteur au cœur de l'action.

#### Lutte contre la désinformation, le cyberharcèlement et le sexisme
En décembre 2020 puis en janvier et mars 2021, Libération publie plusieurs articles consacrés à Karine Lacombe, la qualifiant de « voix scientifique anti-fake news ». Le journal décrit sa mission comme « partager des informations sérieuses et précises sur le Sars-CoV-2 - ce que l’on sait et ce qu’on ne sait pas » et relève qu'elle est victime de « cyberharcèlement nauséabond » et de sexisme comme prix à payer pour son regard critique et son engagement,,.
Le même jour paraît dans la revue scientifique The Lancet une tribune qu'elle co-signe avec deux autres femmes scientifiques suisses également cheffes de service qui dénonce le cyberharcèlement et le sexisme qu'elles subissent sans relâche depuis le début de la crise sanitaire, et leur lutte contre la banalisation de ces actes,,. Le 17 mars 2021, elle co-signe une tribune publiée dans Libération, demandant une protection juridique des personnes luttant contre la désinformation et qui sont victimes de cyberharcèlement,. Le 12 mai 2021, Karine Lacombe accorde à L'Express un grand entretien dans lequel est révélée l'initiative de l'association Citizen4Science dont elle est membre, à savoir la dénonciation du harcèlement dont sont victimes les porteurs de la parole scientifique avec un appel aux autorités françaises à intervenir dans un communiqué daté du 5 mai 2021,. Sont également citées Dominique Costagliola et la spécialiste mondiale de l'intégrité scientifique Elisabeth Bik pour du cyberharcèlement et des plaintes émanant de l'IHU Marseille. Cette initiative est rapportée par la revue scientifique Science,,. Le 31 août 2021, Karine Lacombe cosigne une tribune avec Citizen4Science et d'autres scientifiques dans L'Express, intitulée « Stop aux menaces de France Soir et au harcèlement des porteurs de la parole scientifique », qui met en cause un article de FranceSoir qui les désigne et les menace,,. Le 7 septembre 2021, ce groupe prend le nom de « collectif #StopMenaces » et sous l'impulsion de Citizen4Science donne une conférence de presse, suivie le 18 septembre d'une nouvelle tribune dans Le Parisien intitulée « Nous demandons à l'État de nous protéger »,. 
En avril 2024, dans le cadre d'une enquête de Paris Match, Karine Lacombe dénonce le médecin Patrick Pelloux comme étant le « prédateur » sexuel qu'elle évoque régulièrement depuis 2020,.

### Médias
Karine Lacombe fait partie des experts médicaux régulièrement consultés dans les médias français au sujet de la maladie à coronavirus 2019, aux côtés de Arnaud Fontanet, Catherine Hill, Dominique Costagliola, Anne-Claude Crémieux ou encore Jean-François Delfraissy,.
Le 19 octobre 2021, elle intègre le « think tank de la présidentielle » du journal L'Express aux côtés de neuf personnalités qui évalueront les propositions des candidats à l'élection présidentielle de 2022,.

### Plainte et procès dans le cadre du filmHold-upau1ersemestre2024
À la suite d'une plainte pour « diffamation publique » qu'elle a déposée contre Pierre Barnérias, Christian Perronne et Martine Wonner après la parution du film Hold-up, un procès s'ouvre en avril 2024 ; le délibéré est attendu le 31 mai 2024.
Incapable d'étayer ses dires devant la cours, finissant par reconnaître une confusion avec une homonyme, Pierre Barnérias, sera finalement condamné à 2 000 € de dommages et intérêts, 2 000 € au titre des frais engagés par la partie civile et 500 € d'amende avec sursis. Christian Perronne et Martine Wonner sont en revanche relaxés.

## Collaborations de recherche avec l'industrie pharmaceutique
De 2011 à 2016, Karine Lacombe, qui s'investit dans la recherche clinique visant à développer de nouveaux médicaments d'infectiologie, mène des essais cliniques en tant que médecin investigateur coordonnateur, participe et intervient dans des réunions d'experts et des conférences professionnelles en collaboration avec des entreprises pharmaceutiques : Bristol-Myers Squibb, Gilead, AbbVie, Janssen et Merck & Co.. Ces interventions portent sur le VIH et les hépatites B et C.
Le 9 septembre 2021, sur BFM Business, Karine Lacombe présente un traitement préventif de la Covid-19 en cours d'expérimentation au stade préclinique, un anticorps monoclonal développé conjointement par l'entreprise de biotechnologie française SpikImm et l'Institut Pasteur ; Karine Lacombe est membre du conseil d'administration de SpikImm.
Le 24 juin 2022, un communiqué de presse de la société de biotechnologie Diaccurate annonce que Karine Lacombe a rejoint son conseil d'administration.

## Ouvrages
- Kamel Malek, Jean-Christophe Mino et Karine Lacombe, Santé publique : médecine légale, médecine du travail, 1996, 199 p. (ISBN 978-2909455600)
- Karine Lacombe et Fiamma Luzzati, La médecin : une infectiologue au temps du Corona, Stock, 2020, 192 p. (ISBN 978-2234091061)
- Karine Lacombe, Les femmes sauveront l'hôpital, Stock, 2023, 224 p. (ISBN 978-2234093744)

## Décoration
- Chevalière de la Légion d'honneur en 2020[84].